# Amt Groß Pankow/Prignitz
Das Amt Groß Pankow/Prignitz, auch Amt Groß Pankow (Prignitz) geschrieben, war ein 1992 gebildetes Amt in Brandenburg, in dem zunächst 13 Gemeinden im damaligen Kreis Pritzwalk (heute Landkreis Prignitz, Brandenburg) zu einem Verwaltungsverbund zusammengefasst waren. Es wurde 2002 wieder aufgelöst. 

## Geographische Lage
Das Amt Groß Pankow/Prignitz grenzte im Norden an das Amt Putlitz-Berge, im Osten an das Amt Pritzwalk-Land und das Amt Heiligengrabe/Blumenthal, im Süden an das Amt Gumtow und das Amt Plattenburg und im Westen an die Ämter Karstädt und der amtsfreien Stadt Perleberg.

## Geschichte
Der Minister des Innern des Landes Brandenburg erteilte der Bildung des Amtes Groß Pankow/Prignitz am 10. August 1992 (mit Wirkung zum 10. August 1992) seine Zustimmung. Das Amt hatte seinen Sitz in Groß Pankow und bestand aus den Gemeinden:
1. Groß Pankow
2. Groß Woltersdorf
3. Helle
4. Kehrberg
5. Kuhbier
6. Kuhsdorf
7. Lindenberg
8. Tüchen
9. Vettin
10. Baek
11. Klein Gottschow
12. Retzin
13. Wolfshagen

Das Amt Groß Pankow/Prignitz hatte am Jahresende 1992 5.180 Einwohner. Mit der Bildung der neuen (Groß-)Gemeinde Groß Pankow (Prignitz) aus den Gemeinden Baek, Groß Pankow, Groß Woltersdorf, Helle, Kehrberg, Klein Gottschow, Kuhbier, Kuhsdorf, Lindenberg, Retzin, Tüchen, Vettin und Wolfshagen des Amtes Groß Pankow/Prignitz sowie der Gemeinde Boddin-Langnow des Amtes Pritzwalk-Land mit Wirkung vom 31. Dezember 2002 wurde das Amt Groß Pankow/Prignitz aufgelöst. Es hatte Ende 2001 noch 4.790 Einwohner.

## Amtsdirektor
Erster und einziger Amtsdirektor des Amtes Groß Pankow/Prignitz war Thomas Brandt. Er wurde am 8. Januar 2003 für die restliche Dauer seiner Amtszeit durch die Gemeindevertretung zum hauptamtlichen Bürgermeister der Gemeinde Groß Pankow (Prignitz) gewählt. Am 27. April 2008 wurde er mit großer Mehrheit wieder gewählt.

## Belege
1. ↑  Bildung der Ämter Groß Pankow/Prignitz und Hornow/Simmersdorf. Bekanntmachung des Ministers des Innern vom 10. August 1992. Amtsblatt für Brandenburg - Gemeinsames Ministerialblatt für das Land Brandenburg, 3. Jahrgang, Nummer 67, 10. September 1992, S. 1256/.
2. 1 2  Beitrag zur Statistik Landesbetrieb für Datenverarbeitung und Statistik Historisches Gemeindeverzeichnis des Landes Brandenburg 1875 bis 2005. 19.12 Landkreis Prignitz PDF
3. ↑  Bildung einer neuen amtsfreien Gemeinde Groß Pankow (Prignitz). Mitteilung des Ministeriums des Innern vom 29. Mai 2002. Amtsblatt für Brandenburg - Gemeinsames Ministerialblatt für das Land Brandenburg, 13. Jahrgang, Nummer 25, 19. Juni 2002, S. 607 PDF.